# 伊藤公平 (物理学者)
伊藤 公平（いとう こうへい、1965年〈昭和40年〉8月25日 - ）は、日本の物理学者。慶應義塾長。研究分野は固体物理、量子コンピュータ、電子材料、ナノテクノロジー、半導体同位体工学。好きな言葉は「世界は動けば狭くなる」と「恵まれた者の義務」。

## 経歴
兵庫出身。慶應義塾幼稚舎、慶應義塾普通部、慶應義塾高等学校を経て、1989年に慶應義塾大学理工学部計測工学科を卒業。1992年カリフォルニア大学バークレー校より修士号（材料科学）取得、1994年同カリフォルニア大学バークレー校より博士号（材料科学）取得。米国ローレンスバークレー国立研究所特別研究員を経て、1995年慶應義塾大学理工学部助手。同専任講師、同助教授を経て2007年4月より同教授。2017年4月より慶應義塾大学理工学部長・理工学研究科委員長、2021年5月28日より慶應義塾長。
その間、東京大学特任教授、国立情報学研究所客員教授、東京大学客員教授、日本物理学会理事、応用物理学会理事、JSTさきがけ研究領域「量子の状態制御と機能化」領域総括、文科省 Q-LEAP 量子コンピュータ分野・プログラムディレクターなどを歴任。2020年より日本学術会議会員。
前慶應義塾長の任期満了（2021年5月27日）に伴い、2021年4月26日に開催された慶應義塾評議員会において、次期慶應義塾長に選任された。塾長の任期は、2021年5月28日から2025年5月27日までの4年間（最長で2期8年間）となる。学内投票では研究を通じた国際貢献、共生型の学内環境整備などを掲げ1位となった。当時再選を目指す長谷山彰より13歳下の55歳であり、執行部の若返り、国内外での存在感向上など変化を求める声に押し上げられた。前回塾長選では投票で2位だった長谷山が最終的に慶應義塾評議員会で選ばれ波紋を呼んだが、今回は覆らなかった。慶應幼稚舎出身の塾長としては、潮田江次、安西祐一郎に次ぐ3人目である。
2025年より中央教育審議会（中教審）委員

## 人物
- 趣味は、家族団欒を楽しむ事、愛犬の散歩、テニス[4]。
- 伊藤忠商事創業者初代伊藤忠兵衛の来孫。父方の曾祖父に伊藤竹之助元伊藤忠商事社長が、母方の曾祖父に加藤武男元三菱銀行頭取がいる。
- 慶應義塾大学在学中は体育会庭球部（テニス部）に所属し、全日本学生テニス選手権（インカレ）にダブルスで上位に進出[4]。慶應義塾長就任まで慶應義塾大学体育会庭球部長を務めた。
- 慶應義塾長就任（2021年5月28日）直後から新型コロナウィルスワクチン職域接種に着手。北川雄幸常任理事（医療担当）と共に政府の認める最速スケジュールである6月21日から毎日1,000名以上の接種を可能として5万人分のワクチン接種できる環境を整備した[5]。対象は慶應義塾の学生・正教職員のみならず非常勤教職員、清掃業者、生協、警備員まで広げ、さらに他大学にも協力して留学希望者等も対象とした。職域接種を「キャンパスライフ奪還」施策と位置付け、従来体育会のみに特権的に認められていた活動許可を全サークルに広げて区別なき平等な活動再開を図った他、全面禁止とされていた留学も解禁した[5]。
- 物理学者としては日本の量子コンピューター研究で先駆けの一人[3]として知られる。共著を含めて300編超の論文を執筆し、被引用数は慶應義塾長就任の2021年5月28日時点で8,329回、科学者の研究に対する相対的な貢献度を示すh指数は44[6]。
- 教員としては「世界に通用する人材を輩出し続けることが研究を進める原動力にもなり、良いスパイラルを生む」という考えから、学生の教育・挑戦機会拡充に注力[7]。自身の専門である量子分野では2018年にIBMの量子コンピュータ研究拠点「IBM Qネットワークハブ」をアジアで初めて慶應に誘致し[8]（後に東京大学も追随）、2019年4月にはAI教育強化のために「AI・高度プログラミングコンソーシアム」を開設[9]。それぞれ継続的に学生の活動及び産学連携強化をサポートしている。また、科学技術を福祉に活かす事を見据えて理工学部長時代に旗振り役として編成したサイバスロン車椅子競技慶應理工学部チームが2020年に世界大会3位入賞[10]。
- 学生の留学も斡旋し、大学にダブルディグリー制度を導入・拡充した[11]他、夏季短期留学を可能とする4学期制を理工学部に導入（学生のサークル活動等への影響を考慮し、夏休みの時期を動かす事はしなかった） [12]。また自身の研究室も世界各国から量子コンピュータ研究を志す留学生を受け入れ、留学生が研究室メンバーの1/3を占める年もあった[11]。
- 若手教授時代の2009年に事務の協力を得て、講義や研究室紹介等を掲載するYouTubeチャンネルを設立。課外活動の関係で予定が合わない学生でもキャッチアップできる体制とした。これが後に慶應公式のYouTubeチャンネルとなる（実際に慶應公式チャンネルの開設初期に掲載された動画は伊藤をはじめとする理工学部教員の講義が主）[13]。
- 2025年の東京六大学野球春季リーグ戦開幕式で、慶應義塾大学のユニフォームを着て、始球式を行った。[14]

## 受賞
- 2006年 - 日本IBM科学賞[15]。
- 2009年 - 第5回（平成20年度）日本学術振興会賞 (JSPS PRIZE) 受賞[16]。
- 2015年 - 第9回応用物理学会フェロー表彰[17]。
- 2018年 - 応用物理学会解説論文賞

## 発言
- 中央教育審議会の特別部会にて、国立大学の学費について高等教育の質向上が必須になることから2024年現在の約3倍である150万円程度が望ましいという旨の発言をしている[18]。その上で、国がマイナンバーを利用したプッシュ型の助成制度（世帯年収に応じた学費支援額を国から家庭に通知する制度）を確立するべきだとしている。「マイナンバー制度は、本来は弱者を助けるための制度」と捉え、国立大学生であれば裕福な家庭出身者であっても教育費を一律に税金で負担するという現状の運用ではなく、収入の低い世帯も国立・私立を問わず大学に進学できるようにするべきとしている[19]。

## 著書
- Defects in Advanced Electronic Materials and Novel Low Dimensional Structures（ウッドヘッド・パブリッシング（英語版）, 2018年6月）共著 担当範囲: 9 - Defects for quantum information processing in silicon 阿部英介と伊藤公平  241-263p
- カーボンが創る未来社会 一種類の元素の様々な構造に支えられて（丸善出版, 2017年11月）共著 担当範囲: 第2章 ダイヤモンド電子スピン量子センサー
- 物性物理学ハンドブック（朝倉書店, 2012年5月）共著　担当範囲: 295-306p
- 基礎からの量子光学（オプトロニクス社, 2009年11月）共著
- スピントロニクスの基礎と材料・応用技術の最前線（シーエムシー出版, 2009年6月）共著
- Lateral Alignment of Epitaxial Quantum Dots (NanoScience and Technology)（Springer, 2007年）共著
- スピンエレクトロニクスの基礎と最前線〈エレクトロニクス材料・技術シリーズ〉（シーエムシー出版, 2004年7月）共著 担当範囲: 312-325p　 第23章 量子コンピュータとスピンエレクトロニクス 1量子コンピュータの基礎と性能指標 2量子コンピュータ開発最前線 3シリコン量子コンピュータ 3.1ケーン型シリコン量子コンピュータ 3.2全シリコン量子コンピュータ
- '05最新半導体プロセス技術（プレスジャーナル, 2004年7月）共著 担当範囲: 31-33p
- 赤外線加熱工学ハンドブック（アグネ技術センター, 2003年11月）共著 担当範囲: 270-275p
- 別冊・数理科学「量子情報科学とその展開 量子コンピュータ・暗号・情報通信」（サイエンス社, 2003年4月）共著 担当範囲: 121-128p III.量子コンピュータ 全シリコン量子コンピュータ
- 現代物理最前線7（共立出版, 2002年12月）共著 担当範囲: 65-103p
- 先端物理辞典（丸善, 2002年9月）共著
- 電気と磁気の新しい交わり スピンが拓く21世紀のエレクトロニクス（クバプロ, 2001年11月）第15回｢大学と科学｣公開シンポジウム組織委員会編 共著 担当範囲: 97-113p